# Вилочели лемури
Вилочелите лемури (Phaner) са род примати, открити преди повече от век, но въпреки това техния начин на живот е слабо изучен.
Фанерите живеят в тропическите дъждовни гори на о. Мадаскар и водят нощен живот. Хранят се с насекоми, плодове и мед. Поднасят храната към устата си с предните лапи.
Гнездят в дървесни хралупи. За разлика от другите Лемури джуджета, които спят завити на кълбо, Фанерите почиват и спят в седяща поза, с отпусната между предните крайници глава, подобно на сем.Lemuridae.
Вилочелите лемури са по-едри от другите представители на Cheirogaleidae. Опашката им е пухеста и по-дълга от тялото и главата, а крайниците им са доста дълги.
Главата им е кръгла с тъпа муцунка и големи тъмни очи, които гледат напред.
Козината е сиво-кафява, опашката много тъмна. От нея по дължината на гръбнака минава тъмна, почти черна ивица, която на главата се раздвоява и на муцунката преминава напред и огражда очите.